# گارگین آصلانیان
گارگین خاچیکی آصلانیان (ارمنی: Գարեգին Խաչիկի Ասլանյան؛ زاده ۱۴ آوریل ۱۹۰۶ - درگذشته ۱۴ ژوئن ۱۹۸۵) فیلمبردار فیلم اهل ارمنستان بود.

## زندگی‌نامه
وی در ۱۴ آوریل ۱۹۰۶ در وان به دنیا آمد و از مؤسسه سینمایی گراسیموف مسکو (۱۹۳۵) فارغ‌التحصیل گشت. وی در آرمن‌فیلم فعالیت می‌کرد. وی همچنین برنده جوایزی همچون چهره هنری شایسته ارمنستان شوروی شد. وی در ۱۴ ژوئن ۱۹۸۵ در سن ۷۹ سالگی در ایروان درگذشت.